# Platylabus nigricornis
Platylabus nigricornis là một loài tò vò trong họ Ichneumonidae.